# Raoellidae
Raoellidae é uma família de artiodáctilos extintos.

## Taxonomia
- Raoella
  - Raoella dograi
- Haqueina
  - Haqueina haquei
- Indohyus
  - Indohyus indirae
  - Indohyus major
- Kunmunella
  - Kunmunella kalakotensis
  - Kunmunella transversa
- Metkatius
  - Metkatius kashmiriensis
- Khirtharia
  - Khirtharia aurea
  - Khirtharia dayi
  - Khirtharia inflatus